# Pétanque et Sentiments
Pétanque et Sentiments est une comédie française en 3 actes de Bernard Pinet, auteur, acteur et metteur en scène, qui l’a créée à Paris lors de la répétition générale du lundi 8 novembre 2004 au Théâtre Michel, chez Jean-Christophe Camoletti, fils de Marc Camoletti.

## L'histoire
Pétanque et Sentiments est une comédie de caractère, à la fois légère et profonde, qui parle surtout d’Amour. C’est l'un des petits secrets de sa longévité et de son succès laborieux, en marge des grandes messes cathodiques...
Dans un petit village perdu des collines du Midi qui fait écho à La Croisée des Mondes, de curieux personnages en quête de Sentiments existent par le jeu de l'acteur seul en scène et la magie d’un verbe ensoleillé...
Sous prétexte de Pétanque existentielle, l’être et le paraître, la république et le hasard, la vie d'artiste et l'anarchie, le visible et l'invisible, la solitude de chacun et l’espoir de tous, l'importance du chien meilleur ami de l'homme, la poésie diététique et le régime se reflètent avec humour et tendresse, dans le Miroir d’un impromptu philosophe, qui œuvre avec bienveillance dans l’athanor du Café de la Vie ou la Lune et le Soleil brillent d’un même éclat.

## Fiche technique
- Pétanque et Sentiments est une comédie en 3 actes, qui commence par les 3 coups du Brigadier et respecte les 3 unités de temps, de lieu et d’histoire du théâtre classique.
- La Création lumière et les effets sonores de Pétanque et Sentiments sont de Elias Attig[1], qui en est aussi le Régisseur son et lumière.
- Plan de Feux, Fiche Technique, décors, accessoires, costumes et mise en scène de l'auteur sont notifiés dans les éditions 2012 et 2014 du Livre de Pétanque et Sentiments.
- Pétanque et Sentiments a fait ses preuves dans les petites et grandes jauges de théâtres classiques, théâtres de verdures, médiathèques, auditoriums, casinos, salles des fêtes, salles polyvalentes, péniches, paquebots, avec un décor modulable et pliable, qui se monte, démonte et range facilement.
- La première Affiche de Pétanque et Sentiments est l'œuvre du Peintre impressionniste de l’École Lyonnaise Michel Cornu.

## Éditions
- 2012 : 1re édition du texte intégral de la comédie Pétanque et Sentiments dans la collection Théâtre des éditions Édite  (ISBN 978-2-84608-332-4), dirigé par Jean-Christophe Pichon (Fils de Jean-Charles Pichon).
- 2014 : 2e édition du texte intégral de la comédie Pétanque et Sentiments, aux éditions Œil Du Sphinx  (ISBN 979-10-91506-23-6), dirigé par Philippe Marlin fondateur de Le Bibliothécaire

## Musiques
- Les Musiques choisies par l’auteur, dans la scène 2 de l’acte 2, et la scène 4 de l’acte 3, sont extraites de la Symphonie concertante de Wolfgang Amadeus Mozart, dans la version enregistrée en 1951 sous la direction de Pablo Casals.
- Pétanque et Sentiments inspire Gérard La Viny, qui compose la musique de la chanson Le Cochonnet d'après un texte de Bernard Pinet qui en est l'interprète. Les versions Radio de 3 min 30 s et Club de 5 min 25 s (remix) du Cochonnet , produites par Francis Blanchard et réalisées par Jean-Marc Dauvergne, sont enregistrées en Studio par les éditions Ariane Segall en 2005.

## Divers
À l'issue de la représentation publique du samedi 22 octobre 2005 au Centre Culturel Jean Cocteau de Bourg de Péage dans la Drôme, Marc Grillon directeur de la communication du journal La Marseillaise, en accord avec son président Michel Montana, Labellise officiellement la comédie Pétanque et Sentiments et son auteur interprète Bernard Pinet : Mondial La Marseillaise à pétanque en présence de 600 personnes, du sénateur de la Drôme Bernard Piras, du président du conseil général de la Drôme Didier Guillaume futur sénateur et ministre, de la conseillère régionale Rhône-Alpes Nathalie Nieson future députée-maire de Bourg-de-Péage dans la Drôme et de Jean-Jacques Gilliard directeur de l'Espace Culturel de Marseille.
- Ricard et La Boule Obut, deux No 1 Mondiaux Franco-Français, sont parmi les partenaires qui aidèrent aux développements de la comédie Pétanque et Sentiments.
- En 2008, Chloé Faussat et Antoine Hoguet, étudiants à l'Université Paris sud XI de Sceaux, font leur Mémoire sur La création au Théâtre de la comédie Pétanque et Sentiments.
- À l'affiche dans plus de 30 spectacles à Paris et en tournées, Bernard Pinet tourne plus de 80 films pour le cinéma et la télévision. Après Le dîner de cons de Francis Veber, mis en scène au Théâtre par Pierre Mondy, ou il joue le rôle du contrôleur du fisc Lucien cheval aux côtés de Jacques Villeret et Michel Roux, dans 3 tournées triomphales et plus de 170 représentations en France, Suisse et Belgique, produit par Atelier Théâtre Actuel (Jean-Claude Houdinière), et par V.M.A. (Bertrand de Labbey) pour les Salles des Zéniths; Bernard Pinet donne, priorité, aux concepts Théâtre Seul en scène qu'il écrit, monte et interprète.
- Pétanque et Sentiments est le 8e concept Théâtre seul en scène de Bernard Pinet.
- La 2e édition 2014 du Livre de Pétanque et Sentiments, fait l'objet d'une Adaptation cinématographique et d'un Scénario de long métrage.
- Bernard Pinet a également initié Carreau d'as une Comédie policière sur la Pétanque, coproduite par TelFrance, Canal+ et TF1, réalisé par Laurent Carcélès, avec Pierre Mondy, Bernard Pinet et Elisa Servier dans les rôles principaux.

Nota Bene : à la suite de confusions, il est précisé, que l’acteur Bernard Pinet n’a rien à voir, avec un Homonyme, très
marqué à droite, militant actif dans le sud-est de la France depuis les années 1990.

## Programmations
Répétition Générale de Pétanque et Sentiments à Paris le lundi 8 novembre 2004 au Théâtre Michel chez Jean-Christophe Camoletti (Fils de l'auteur et metteur en scène Marc Camoletti) propriétaire du théâtre, en présence de nombreuses personnalités, dont, entre autres, Françoise Casamatta secrétaire générale de l'Association Régie Théâtre et de l'Amicale des Directeurs de Théâtres Privés, Francis Blanchard directeur des éditions Ariane Segall, Pierre Souvignet président de La Boule Obut, Claude Azema président de la Fédération Internationale de Pétanque et Jeux Provençal, Patrick Topaloff, Claude Brosset, Jean-Paul Couraudon président de l’Association Sportive et Culturelle de l’Assemblée Nationale, Jean-Louis Oliver, Patrice Laffont, Viviane Elbaz directrice de la Comédie des Champs-Élysées, Gérard La Viny, Louisa Maurin, les avocats Maîtres Eric Duret, Georgy Arayo et Renaud  Montini, Guy Oliver et Patrice Drevet de France Télévision, Fabienne Ollier présidente des Super Mamies, Sophie Brami, Patrick Guillemin, Annette Dhôtel, Alain Salmon…
La comédie Pétanque et Sentiments revient à Paris en 2006 à la Grande Comédie et la Comédie République chez Hazis Vardar, fête la 100e représentation à Paris en 2009 au Théâtre de la Huchette (qui a reçu un Molière d'Honneur pour la qualité de sa programmation) sous la direction de Jean-Noël Hazemann, puis à l'Espace Reuilly pour Children of the World en 2010.
Avec de belles Tournées, via, entre autres, Salle des Fêtes de Estivarelles pour La Boule Obut (2007), le Musée de l'Eau de Pont-en-Royans (2007), Espace Culturel l'Elypse de Moëlan-sur-Mer (2008), salle Sorbon de l'université de Reims-Champagne-Ardenne pour l’ Union Nationale des Amis et Familles de Malades (2008), le Stade Guillermoz pour les cent ans de l'U.S.R.P. 26100 (2008), Les Restos du Cœur de Valence (2009), salle Jean-Vilar pour Le Rotary Club 26100 (2009), Espace Culturel de Saint-Quentin-Fallavier, le Podium du Port de plaisance de l’Île des Embiers pour Nicole et Bernard Ricard (2010), Espace Charles de Gaulle de Noyarey, Théâtre du Peuplier noir à Colombes, le Théâtre de verdure du Château des Templiers de Gréoux-les-Bains, Evénementiels dans des entreprises , le Festival de Cannes en 2010 à l’Espace Mimont avec France Bleu, l'Espace Culturel de Graveson, le Théâtre Monte Charge de Pau, le Partouche Pétanque Tour dans les Casinos Partouche avec Grégory Manoukian et Manoukian Production (2009 et 2010), des Croisières Costa en Méditerranée (2011 et 2012), 4 Festivals d'Avignon consécutifs au Théâtre Notre Dame (2009), Théâtre La Luna (2010), Théâtre Les 3 Soleils (2011 et 2012), 2  Mois Molière de Versailles à l’Auditorium de l’Université Inter Age (2010) et au Théâtre Royale Factory (2013)...
Pétanque et Sentiments fête sur scène le samedi 8 novembre 2014 son dixième Anniversaire dans la salle Jacques Brel de Mantes La Ville, et poursuit ses programmations, via, entre autres, Le Conseil Général de La Vendée (2014), la Finale des  Masters de Pétanque à l'Espace 233 de Istres (2014), la Finale du National de Pétanque de Générations Mouvements à Port Barcarès (2014)... Mais aussi, en Île-de-France, aux, Centre Culturel La Montgolfière de Vaucresson (2012), Théâtre de Bailly (2013), Les Pyramides de Le Port-Marly (2014), Salle des fêtes de Vert-le-Petit, Théâtre Louis Vassout de Gambais (2015), « Théâtre en Plaine » à Chavenay dans le cadre de La Plaine de Versailles (2015), Théâtre du Grenier à Bougival (2015), Théâtre Octave Mirbeau de Triel-sur-Seine (2016), des Municipalités et des Événementiels en entreprises. Pétanque et Sentiments dépasse en tournées le cap des 300 représentations.